# Tmesisternus prasinatus
Tmesisternus prasinatus là một loài bọ cánh cứng trong họ Cerambycidae.